# Championnat du Ghana de football 2004-2005
Navigation
Saison précédente Saison suivante
La saison 2004-2005 du Championnat du Ghana de football est la quarante-cinquième édition de la première division au Ghana, la Premier Division. Elle regroupe les seize meilleures équipes du pays, répartis en deux poules, qui se rencontrent deux fois, à domicile et à l'extérieur. En fin de saison, le premier de chaque poule se qualifie pour la finale nationale, le dernier est relégué et l'avant-dernier doit passer par un barrage de relégation.
C'est le club d'Hearts of Oak SC qui remporte le championnat cette saison après avoir battu le tenant du titre, Asante Kotoko lors de la finale nationale. C'est le dix-huitième titre de champion du Ghana de l'histoire du club.
Le champion et son dauphin se qualifient pour la Ligue des champions de la CAF tandis que les 3e et 4e du classement obtiennent leur billet pour la toute nouvelle Coupe de la confédération (en l'absence de la Coupe du Ghana).

## Les clubs participants
| - Hearts of Oak SC - Asante Kotoko - Ashanti Gold SC - Great Olympics - Real Tamale United - King Faisal Babies - Berekum Arsenal - Brong Ahafo United | - Power FC - Feyenoord Academy - Promu de D2 - Hearts of Lions Kpando - Real Sportive - Promu de D2 - Sekondi Hasaacas - Okwahu United - Liberty Professionals - Bofoakwa Tano FC |

## Compétition
Le barème de points servant à établir les classements se décompose ainsi :
- Victoire : 3 points
- Match nul : 1 point
- Défaite : 0 point

### Classement
| Rang | Équipe             | Pts | J  | G | N | P | Bp | Bc | Diff |
| ---- | ------------------ | --- | -- | - | - | - | -- | -- | ---- |
| 1    | Asante Kotoko      | 29  | 14 | 9 | 2 | 3 | 24 | 10 | +14  |
| 2    | King Faisal Babies | 27  | 14 | 8 | 3 | 3 | 19 | 8  | +11  |
| 3    | Real Tamale United | 12  | 14 | 7 | 2 | 5 | 13 | 13 | 0    |
| 4    | Berekum Arsenal    | 21  | 14 | 6 | 3 | 5 | 13 | 16 | -3   |
| 5    | Ashanti Gold SC    | 20  | 14 | 5 | 5 | 4 | 18 | 15 | +3   |
| 6    | Bofoakwa Tano FC   | 14  | 14 | 4 | 2 | 8 | 9  | 18 | -9   |
| 7    | Okwahu United      | 11  | 14 | 2 | 5 | 7 | 8  | 16 | -8   |
| 8    | Brong Ahafo United | 11  | 14 | 3 | 2 | 9 | 11 | 19 | -8   |

| Rang | Équipe                 | Pts | J  | G | N | P | Bp | Bc | Diff |
| ---- | ---------------------- | --- | -- | - | - | - | -- | -- | ---- |
| 1    | Hearts of Oak SC       | 29  | 14 | 9 | 2 | 3 | 29 | 17 | +12  |
| 2    | Hearts of Lions Kpando | 23  | 14 | 6 | 5 | 3 | 15 | 13 | +2   |
| 3    | Liberty Professionals  | 20  | 14 | 6 | 2 | 6 | 23 | 17 | +6   |
| 4    | Power FC               | 18  | 14 | 5 | 3 | 6 | 19 | 19 | 0    |
| 5    | Real SportiveP         | 17  | 14 | 4 | 5 | 5 | 12 | 15 | -3   |
| 6    | Feyenoord AcademyP     | 17  | 14 | 5 | 2 | 7 | 11 | 16 | -5   |
| 7    | Sekondi Hasaacas       | 16  | 14 | 4 | 4 | 6 | 11 | 17 | -6   |
| 8    | Great Olympics         | 15  | 14 | 4 | 3 | 7 | 13 | 19 | -6   |

|  | Qualification pour la Ligue des champions de la CAF 2005 et pour la finale nationale |
|  | Qualification pour la Coupe de la confédération 2005                                 |
|  | Participation au barrage de promotion-relégation                                     |
|  | Relégation directe en deuxième division                                              |
|  | T : Tenant du titre P : Promu de deuxième division                                   |

### Matchs

#### Finale nationale
| Équipe 1         | Résultat | Équipe 2      |
| ---------------- | -------- | ------------- |
| Hearts of Oak SC | 1 - 0    | Asante Kotoko |

#### Barrage de promotion-relégation
Les 7e de poule s'affrontent en barrage. Le vainqueur se maintient en première division, le perdant doit affronter le 3e de deuxième division en barrage de promotion-relégation.
Barrage de relégation :
| Équipe 1      | Résultat | Équipe 2         |
| ------------- | -------- | ---------------- |
| Okwahu United | 1 - 0    | Sekondi Hasaacas |

Barrage de promotion-relégation : 
| Équipe 1         | Résultat | Équipe 2                 |
| ---------------- | -------- | ------------------------ |
| Sekondi Hasaacas | 5 - 1    | (D2) Prestea Mines Stars |

## Bilan de la saison
| Championnat du Ghana de football 2004 |                              |
| Champion                              | Hearts of Oak SC (18e titre) |
| Coupes et trophées                    |                              |
| Vainqueur de la Coupe du Ghana 2004   | Non disputée                 |
| Qualifications continentales          |                              |
| Ligue des champions de la CAF 2005    | Hearts of Oak SC             |
| Ligue des champions de la CAF 2005    | Asante Kotoko                |
| Coupe de la confédération 2005        | King Faisal Babies           |
| Coupe de la confédération 2005        | Hearts of Lions Kpando       |
| Promotions et relégations             |                              |
| Promus en Premier League              | Cape Coast Dwarfs            |
| Promus en Premier League              | Kade Hotspurs                |
| Relégués en Second League             | Brong Ahafo United           |
| Relégués en Second League             | Great Olympics               |